# Woodsia asiatica
Woodsia asiatica är en hällebräkenväxtart som beskrevs av Kiselev och Shmakov. Woodsia asiatica ingår i släktet Woodsia och familjen Woodsiaceae. Inga underarter finns listade.